# Myotonia congenita Becker
Die Myotonia congenita Becker ist eine vererbte Störung der Muskelfunktion und gehört zu den so genannten Myopathien. Sie ist nach dem deutschen Arzt Peter Emil Becker benannt. Sie kann leicht mit der Muskeldystrophie Becker verwechselt werden, die nach demselben Arzt benannt wurde, aber ein anderes Krankheitsbild darstellt.
Im Gegensatz zur Myotonia congenita Thomsen ist die Myotonia congenita Becker eine autosomal rezessiv vererbte Myotonie, die ebenfalls meist im Kindesalter einsetzt. Autosomal-rezessiv heißt, dass in diesem Fall beide Allele des CLCN1-Gens auf Chromosom 7 geschädigt sein müssen. Dabei ist das gleiche Gen wie bei Thomsen mutiert, aber an einer anderen Stelle. Das Genprodukt des CLCN1-Gens ist der spannungsabhängige Chloridkanal der Muskelfasern, dessen Mutation eine verstärkte Erregbarkeit des Muskels verursacht. Die Prävalenz liegt weltweit bei 1 : 100 000.
Die Symptome gleichen denen der Myotonia congenita Thomsen, das heißt, dass kontrahierte Muskeln sich nur langsam wieder entspannen. Charakteristisch für eine Chloridkanalmyotonie ist das Warm-up-Phänomen, d. h. die Verringerung der Muskelsteifigkeit durch wiederholte Bewegungen. Es bestehen eine Muskelschwäche, hypokaliämische Lähmung sowie Fatigue.
Der Zustand des Erkrankten verschlechtert sich relativ langsam. Im Vergleich zur dominant vererbten Thomsen-Form ist die Symptomatik viel stärker ausgeprägt. Es besteht erhöhte Sturzgefahr im Alltag durch die plötzliche Blockierung der Skelettmuskulatur, was oft zu lebensgefährlichen Situationen führen kann.
Membranstabilisierende Medikamente wie Mexiletin oder Phenytoin können die Symptomatik in einigen Fällen lindern. Hingegen sind depolarisierende Muskelrelaxantien kontraindiziert, sie können lebensgefährliche Zustände verursachen. Der Anästhesist sollte daher unbedingt darüber informiert werden.
Bei der Vererbung der Erkrankung gilt es, vier mögliche Konstellationen und die dabei unterschiedlichen Wahrscheinlichkeiten der Vererbung zu unterscheiden:
1. Beide Elternteile erkrankt: 100 %
2. Ein Elternteil erkrankt, der andere Träger: 50 %
3. Beide Elternteile Träger: 25 %
4. Ein Elternteil erkrankt, der andere gesund: 0 %

## Selbsthilfeorganisationen
- Mensch & Myotonie[2]